# ロアン
ロアン （Rohan、ブルトン語:Roc’han）は、フランス、ブルターニュ地域圏、モルビアン県のコミューン。

## 地理

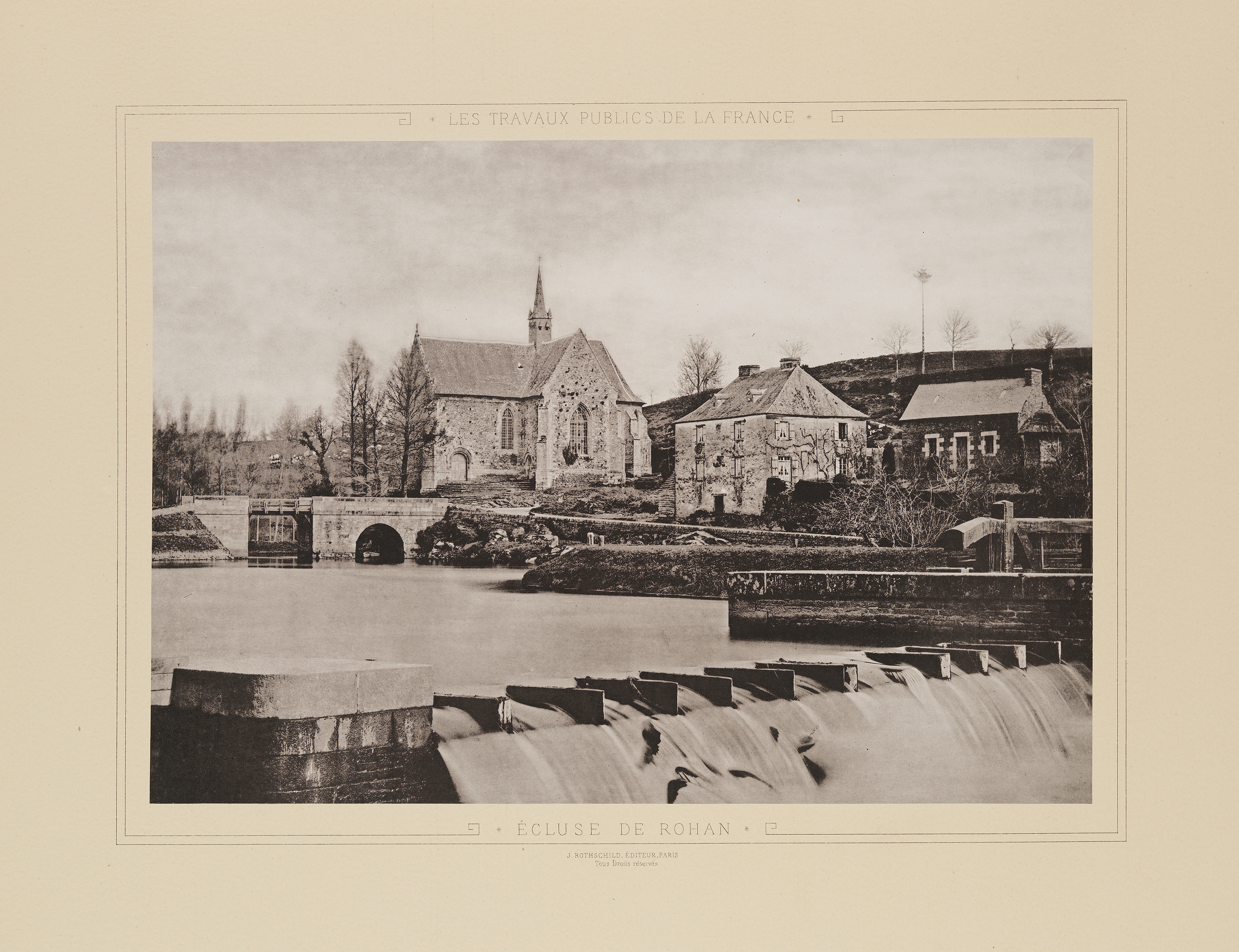
20世紀初頭のロアン

コミューンはウスト川およびナント・ア・ブレスト運河の岸にある。ジョスランの上流にあり、台地の端に位置している。

## 歴史
ロアンは、ポルオエ子爵時代のロアン家発祥の地である。時期はレンヌからポルオエが独立する以前の11世紀である。1120年、領主権はポルオエのジョフロワとアランが共有するかたちで誕生した。次いで、ウスト川右岸に城が建設された。オリヴィエ・ド・クリッソンの娘ベアトリクスはロアン家のアラン8世の妻であり、一族にはコネタブル（fr）の地位がもたらす巨万の富が与えられた。
1604年、アンリ4世は親愛なる友、そして友軍を指揮するアンリ2世・ド・ロアンを公爵および上級貴族とした。ロアン家の領地の本拠地は、彼の曽祖父ジャン2世・ド・ロアンが建てたポンティヴィ城に置かれた。

## 人口統計
| 1962年 | 1968年 | 1975年 | 1982年 | 1990年 | 1999年 | 2006年 | 2012年 |
| ------ | ------ | ------ | ------ | ------ | ------ | ------ | ------ |
| 525    | 562    | 1746   | 1707   | 1604   | 1521   | 1570   | 1683   |

人口グラフ

source=1999年までLdh/EHESS/Cassini、2004年以降INSEE